# Dubowe (obwód ługański)
Dubowe (ukr. Дубове) – osiedle typu miejskiego na Ukrainie, w obwodzie ługańskim.

## Historia
Założone w 1935 roku jako Osiedle Kopalni 5-6 (Селище шахти 5-6), w 1943 roku zmieniono nazwę na Osiedle im. 25-lecia Komunistycznego Związku Młodzieży (Komsomołu), od 1954 roku osiedle typu miejskiego pod nazwą Komsomolśkyj. W 2016 roku miejscowości nadano obecną nazwę.
W 1989 liczyło 4199 mieszkańców
W 2013 liczyło 3089 mieszkańców.
Od 2014 roku pod kontrolą Ługańskiej Republiki Ludowej.
W maju 2016 roku Rada Najwyższa Ukrainy przemianowano miejscowość na Dubowe.